# Tunebo
El tunebo és com es coneix popularment l'uw cuwa o u'w ajca, la llengua de la comunitat U'wa, que habita la regió de la Sierra Nevada del Cocuy a la zona oriental de Colòmbia i el sud-oest de Veneçuela. L'uwa és una llengua ameríndia de la família lingüística txibtxa, grup de llengües magdalèniques. El nombre de parlants és de 6.264 (2010)

## Aspectes històrics, socials i culturals
Cassani en 1794 ja considerava el tunebo com un dialecte del muisca. L'existència de la família lingüística txibtxa va ser establerta per Max Uhle en la seva ponència Verwandtschaften und Wanderungen der Tschibtscha, presentada al setè Congrés Internacional d'Americanistes (1888) demostrant la relació de parentiu entre el muisca, les Llengües arhuaques (cágaba, guamaca, bintucua), les llengües talamanquenyes (bribri, cabécar, teribe i boruca) i les llengües guaimís (move, murire, muoy). Té una similitud lèxica amb el muisca del 44% i amb el damana en aproximadament un 35% segons Adolfo Constenla.

## Variants
Els dialectes descrits per Fabre (2005) i Ethnologue són els següents:
1. Tunebo Central (Cobaría - Cubará) TUF: parlat a Boyacá i Arauca. És la varietat més estudiada i amb major nombre de parlants.
2. Tunebo Occidental (U'wa de Aguas Blancas) TNB: parlat a Santander
3. Tunebo de Angosturas TND: (Apure, Veneçuela) Probablement extint
4. Tunebo Oriental (U'wa de Chaparral) TBN: Barro Negro, Tabías i San Lope Casanare

## Descripció lingüística

### Classificació
Pertanyent a la família lingüística txibtxa, dins del grup magdalènic, juntament amb el muisca (muysccubun) i les llengües de la Sierra Nevada de Santa Marta (Kogui, Damana, Ijka i Kankuamo), és parlada en la part nord-oriental de la Serralada Oriental colombiana, en voltants limítrofs dels departaments de Boyacá, Arauca, Casanare i Santander (a Colòmbia) i al sud de l'estat d'Apure (a Veneçuela).

### Fonologia
L'inventari consonàntic de l'uwa central, segons Paul i Edna Headland, és el següent: les oclusives sonores /b/, /r/ i el seu al·lòfon /ɖ/, /g/; oclusives sordes /t/ i el seu al·lòfon /ʈ /, /k/, /kʷ/,(/ʔ/ tancament glotal); les nasals /m/, /n/; les fricatives /s/, /ʂ/, /ç/, /h/; i les semivocals /j/, /w/ oral i /w̃/ (aproximant nasal). A més cinc fonemes vocàlics: a, e, i, o, u. L'accent és contrastatiu i registra dos tons, un ascendent i un altre descendent.
L'inventari consonàntic ve donat per:
|                   | Labial | Alveolar | Palatal | Velar | Labiovelar | Glotal | Retroflexa |
| ----------------- | ------ | -------- | ------- | ----- | ---------- | ------ | ---------- |
| Oclusives sordes  |        | t        |         | k     | kʷ         | ʔ      | ʈ          |
| Oclusives sonores | b      |          |         | g     |            |        | ɖ          |
| Fricatives        |        | s        | ç       |       |            | h      | ʂ          |
| Nasals            | m      | n        |         |       |            |        |            |
| Vibrant           |        | r        |         |       |            |        |            |
| semivocal oral    | w      |          | j       |       |            |        |            |
| semivocal nasal   | w̃      |          |         |       |            |        |            |

L'inventari vocálic ve donat per:
|         | Posterior | Anterior |
| ------- | --------- | -------- |
| Alta    | i         | u        |
| Mitjana | e         | o        |
| Baixa   | a         | a        |

La pronunciació s'aplica a la varietat dialectal central. Morfològicament la r es converteix en t davant r

### Contrasts consonàntics
- Oclusives sonores i sordes[7]

/t,n,s,r/: ita /'ita/: fríjol; isa /'i.sa/: nosaltres; ira /'i.ra/: aliment; anará /a.na'ra/: cabell
/kʷ,k,ʔ/: baka /'ba.ka/: cincha; bakwa /'ba.kʷa/: chicha; baha /'ba.ʔa/: vosté

### Contrasts de nasalitat
La nasalització de l'aproximant labiovelar també cobreix les vocals contigües:
/w/ y /w̃/: wawa: ¡compri!; waw̃a: ¡digui!
aw̃ata: /ã'w̃ãta/ llit

## Escriptura
l sistema escrit de l'uwa central proper al castellà clàssic va ser desenvolupat per Edna Headland i l'ajuda de Jose Ignacio Afanador i Manuel Suárez entre 1964 i 1975. Van proposar un alfabet amb 18 lletres de l'alfabet llatí: a, b, c, e, h, i, j, m, n, o, q, r, s, t, u, w, w̃, y i el dígraf ch que és reemplaçat en alguns textos per sh. S'usen alguns diacrítics, el de la w (w̃) que marca la nasalitat de la semivocal i els accents suprasegmentals ´ (agut) per a denotar l'accent tònic de paraules oxítones i preparoxítones, o el circumflex en ambigüitat tonal en el cas de les paraules oxítones, en les quals es prefereix la duplicació vocàlica. Les lletres segueixen el mateix ordre i es pronuncien de manera similar al castellà, excepte algunes variacions. La varietat d'Angosturas s'escriu amb un alfabet desenvolupat per María Helena Márquez en 1988. L'alfabet internacional simplement substitueix la lletra c i la combinació qu- pel seu corresponent so equivalent de k, lletres que representen el mateix so consonàntic.
El fenomen d'allargament de vocals es representa per la duplicació vocàlica en l'escriptura.
| AFI                 | Headland | Internacional(?) | native-languages | Exemple                    | Català          | Pronunciació aproximada                                            |
| ------------------- | -------- | ---------------- | ---------------- | -------------------------- | --------------- | ------------------------------------------------------------------ |
| /a/                 | a        | a                | a                | asa                        | jo              | a tancada.                                                         |
| /b/                 | b        | b                | b                | bacua /bakua bacuwa/bakwa  | chicha          | b bilabial                                                         |
| /k/                 | c, qu    | k                | k                | questoc/kestoc, quesa/kesa | darrera, peu    | Com la k del català.                                               |
| /g/                 | c        | k                | k                | bejacro / bejakro          | se'n va anar    | Com la g catalana.                                                 |
| /ç/                 | ch       | š                | sh               | chocha, šoša               | cistella        | Com la ch de l'alemany                                             |
| /e/                 | e        | e                | e                | eba                        | moresc          | e tancada.                                                         |
| /ʔ/                 | h        | h                | '                | baha                       | vostè           | Com l'oclusiva glotal de l'àrab.                                   |
| /i/                 | i        | i                | i                | ira                        | aliment         | i del                                                              |
| /h/                 | j        | j                | j                | ajca/ ajka                 | idioma, llengua | Com la h de l'anglès.                                              |
| /m/                 | m        | m                | m                | ama                        | plàtan          | m                                                                  |
| /n/                 | n        | n                | n                | anará                      | cabell          | n                                                                  |
| /o/                 | o        | o                | o                | sícora/sikora              | un altre cop    | o tancada.                                                         |
| /r/                 | r        | r                | r                | chacramá, chakramá         | mofeta          | r simple                                                           |
| /ɖ/                 | r        | r                | r                | ruwa                       | carn            | Com la r del suec. En posició inicial i després de n               |
| /s/                 | s        | s                | s                | asa                        | jo              | s sorda.                                                           |
| /ʂ/                 | s        | s                | s                | as ro                      | jo sóc          | Com la sz del polonès, s abans de r                                |
| /t/                 | t        | t                | t                | tetá                       | pare            | t                                                                  |
| [ʈ ] (alófono de t) | t        | t                | t                | rácatro                    | estimar         | L'oclusiva retroflexa sorda. Com la t del suec, sempre abans de r. |
| /u/                 | u        | u                | u                | ucha / uša                 | aquest          | Como la u catalana.                                                |
| /w/                 | w        | w                | w                | wítira                     | biga            | Como la w de l'anglès.                                             |
| /w̃ /                | w̃        | w̃                | w̃                | aw̃ata                      | llit            | Única, és la w de l'anglès nasalitzada.                            |
| /j/                 | y        | y                | y                | yayinro                    | menjar          | Com la i d'hiatus.                                                 |

L'oclusiva velar sorda /k/ té un al·lòfon /g/ en posició final de síl·laba abans de consonant sonora.